# Павел Гордиенко (судно)
НИС «Павел Гордиенко» — российское научно-исследовательское судно, которое работает на Дальнем Востоке. На нём были проведены десятки научных экспедиций. Одной из них стали исследования влияния на российскую территорию радиоактивных выбросов при аварии на АЭС Фукусима-1.

## Общие сведения
Судно получило название в честь известного полярного исследователя П. А. Гордиенко (1913—1982), Заслуженного деятеля науки РСФСР.
Постройка судна была выполнена в Финляндии, в строй «Павел Гордиенко» вступил в 1987 году.
Судно по состоянию на 2012 год является самым новым судном из флотилии ДВНИГМИ. Другими судами флотилии являются НИС «Профессор Хромов», НИС «Академик Шокальский», НИС «Мираж» и Лоцманский катер «Гидробиолог».
Для поддержания судна в работоспособном состоянии, на конкурсной основе проводятся различные работы. В апреле 2009 года судовая радиорубка была переоборудована в каюту, в октябре 2010 года выполнен ремонт судовых дизелей 6 ЧН 18/22, в феврале 2012 года судно прошло докование.
В период 1987—2012 года в составе научно-исследовательского флота ДВНИГМИ судно выполнило более 50 экспедиционных рейсов.
Программы рейсов были посвящены различным проблемам Мирового океана.
Сам институт (владелец судна) выделяет следующие направления исследований:
- Гидроакустические исследования в Охотском море, выполненные совместно с американскими специалистами.
- Геологические исследования в Японском море, проведённые совместно с учёными Республики Корея, представителями института КОРДИ.
- Океанографические исследования в Южно-Китайском море, программа которых была осуществлена совместно с Ханойским институтом рыбного хозяйства.
- Океанографический эксперимент CREAMS, проведённый в Японском море совместно со специалистами Японии и Южной Кореи.
- Экологические исследования на восточном шельфе острова Сахалин в районах разрабатываемого нефтяного месторождения Моликпак и предполагаемых к разработке месторождений в рамках проектов «Сахалин 1-5». Программа была выполнена совместно с голландской кампанией «Сахалин Энерджи» и американской «Эксон».
- Плановые исследования по проблемам гидрометеорологии, океанографии, биологии и экологии, реализуемые в рамках планов Росгидромета и внутренних планов ДВНИГМИ. Эти исследования проводились в акваториях Тихого и Индийского океана, основной объём исследований был проведён в Японском, Охотском и Беринговом морях.

Капитаны судна:
- В. Г. Альпер (по состоянию на 1999 год)[1].
- Евгений Склизков (по состоянию на 2011 год).

## Отдельные экспедиции
C 14 по 23 апреля 1999 года на «Павле Гордиенко» проводилась комплексная Япономорская экспедиция ТОИ ДВО РАН, которая имела номер 32. Руководителем экспедиции стал заместитель директора ТОИ ДВО РАН по научной работе В. Б. Лобанов. Целью экспедиции было выполнение комплексных гидрологических, гидрохимических и гидробиологических исследований в северо-западной части Японского моря.
В 2002 и 2004 годах это судно совместно с НИС «Профессор Хромов» было в экспедиции, являющейся частью комплексной программы ведения реестра подводных потенциально опасных объектов Российской Федерации.
Географически экспедиция проходила в северо-западном районе Тихого океана: обследовались места захоронения радиоактивных отходов в Японском и Охотском морях.
Программа экспедиции включала исследования современной картины состояния морской среды, особое внимание уделялось определению радиоактивного загрязнения этого района.
Во второй половине 2000-х годов совместно с НИС «Профессор Хромов» решали задачи проведения экологического мониторинга на шельфе острова Сахалин.
Основной целью экспедиции стал уровень загрязнений в месте работы нефтедобывающей платформы «Моликпак».
В рамках экспедиции проводился анализ проб воды, донных отложений, планктона и бентоса.
Определялось содержание загрязняющих элементов в исследуемом материале, проводилось измерение гидрохимических параметров.
Кроме этого решались общие вопросы, в том числе были проведены фоновые съемки океана.
Данные этих исследований позволили оценить экологию морской среды в районе разработки нефнегазоносных месторождений (разработка Харьягинского месторождения, проекты Сахалин-1 и Сахалин-2).
Морская экспедиция по исследованию радиационной обстановки на Дальнем Востоке после аварии на АЭС «Фукусима-1»Эта экспедиция проводилась на «Павле Гордиенко» с 22 апреля по 20 мая 2011 года Русским географическим обществом, её возглавлял Артур Чилингаров. В состав экспедиции вошли 14 учёных, которые являлись представителями Гидрометеослужбы, Росатома, МЧС и Роспотребнадзора.
Экспедиция была подготовлена в сжатые сроки: в течение пяти дней судно было укомплектовано продуктами на 25 суток, топливом, водой. На борт судна из разных городов страны были доставлены научные приборы. Одним из ключевых инструментов стал полевой вариант полупроводникового спектрометра, рекомендованный участником экспедиции заведующим лабораторией внутреннего облучения СПб НИИ радиационной гигиены Геннадием Бруком. Кроме научного состава на борт была принята съёмочная группа ВГТРК.
Экспедиция сделала вывод о том, что масштабное радиоактивное загрязнение на тот момент не вышло за пределы принадлежащих Японии территорий. В российских водах и приводных слоях атмосферы уровень радиации на тот момент был в пределах нормы.